# Албанська Вікіпедія
Албанська Вікіпедія — розділ Вікіпедії албанською мовою. Заснована 12 жовтня 2003 року.
Албанська Вікіпедія станом на 27 березня 2025 року містить 101 990 статей, 170 702 зареєстрованих користувачів, 285 активних дописувачів, 8 адміністраторів
. Загальна кількість сторінок в албанській Вікіпедії — 311 590, редагувань — 2 772 065, завантажених файлів — 3768
. Глибина (рівень розвитку мовного розділу) албанської Вікіпедії середня і становить 37.6 пунктів
.
За кількістю статей перебуває на 73-му місці серед усіх мовних розділів.